# قائمة مواضيع الاستشارة
الاستشارة هي الإرشاد المهني للفرد من خلال استخدام الأساليب النفسية خاصة في جمع بيانات تاريخ الحالة، باستخدام تقنيات مختلفة من المقابلة الشخصية، واختبار الاهتمامات.

## الطرق العلاجية
- الإرشاد الأكاديمي
- العلاج بالفن / العلاج بالرقص / العلاج بالدراما / العلاج بالموسيقى
- العلاج النفسي الوجيز
- إرشاد وظيفي
- الاستشارة المسيحية
- الإرشاد المشترك
- الارتباطية
- استشاري (طب)
- علم النفس الإرشادي
- علاج الأزواج
- استشارات الائتمان
- الخط الساخن للأزمات
- الإرشاد التأديبي
- الإرشاد البيئي
- العلاج المركّز عاطفياً
- الاستشارة الوجودية
- الاستشارة للخروج
- العلاج الأسري
- الاستشارة الوراثية
- استشارات الحزن
- تدخل قضائي
- مستشار مهني مرخص
- رعاية الصحة النفسية
- مستشار الصحة النفسية
- العلاج السردي
- مستشار البحرية
- الاستشارة النوتية
- الاستشارة عبر الإنترنت
- الإرشاد الرعوي
- العلاج الذي يركز على الشخص
- استشارات ما قبل الحمل
- استشارات خيارات الحمل
- الممارسة المهنية لتحليل السلوك
- طبيب نفسي
- تمريض الصحة النفسية والعقلية
- ممرضة نفسية وعقلية
- إعادة تقييم الاستشارة
- استشارات إعادة التأهيل
- مستشار المدرسة
- مشورة الأقران
- الخدمة الاجتماعية
- علاج موجز يركز على الحل
- تدخل انتحاري
- مجموعة الدعم
- الاستشارة الهاتفية

## المناطق المشتركة
| - لغة الجسد - فض النزاعات - بحوث فض النزاعات - حل المشكلات الإبداعي - الحوار - حل الخلاف - الصراع العاطفي - التعلم التجريبي - علم النفس الصحي - حركة الإمكانات البشرية | - تواصل شخصي - التواصل داخل الذات - وساطة - العلاج النفسي متعدد النظريات - التواصل غير الكلامي - التواصل اللاعنفي - حل المشكلات - التثقيف في مجال العلاقات - افتراض المسؤولية - التعامل مع الضغوط |